# تشارلز إي. فورد
تشارلز إي. فورد (بالإنجليزية: Charles E. Ford)‏ هو منتج أفلام ومخرج أمريكي، ولد في 26 مارس 1899 في مارتينسفيل في الولايات المتحدة، وتوفي في 7 أغسطس 1942 في لوس أنجلوس في الولايات المتحدة.

## وصلات خارجية
- تشارلز إي. فورد على موقع IMDb (الإنجليزية)
- تشارلز إي. فورد على موقع ألو سيني (الفرنسية)
- تشارلز إي. فورد على موقع أول موفي (الإنجليزية)
- تشارلز إي. فورد على موقع قاعدة بيانات الأفلام السويدية (السويدية)
- تشارلز إي. فورد على موقع قاعدة بيانات الفيلم (الإنجليزية)
- تشارلز إي. فورد على موقع كينوبويسك (الروسية)